# DivX
DivX（ディビックス）はビデオコーデックの一種。

## 概要
DivXはDivX, Inc.（旧称DivX Network）がMPEG-4技術をベースに独自に開発したビデオコーデックであり、現在はDivX, LLCが開発を担当している。当初はオーディオ（音声）コーデックも存在していたが、近年のバージョンでは除外されており、現在はコーデックパックのDivX Plus Codec Pack、メディアプレイヤーのDivX Plus Player、エンコーダのDivX Plus Converter、ウェブプレイヤーのDivX Plus Web Playerがセットで提供されている。
バージョン6までのDivXコーデックは、MPEG-4 Part 2（MPEG-4 ASPとして知られている）に準拠した圧縮技術である。DivXコーデックは高い画像品質を保ちながら、長時間のビデオを小さいファイルに圧縮できることから広く使われるようになった。また、多くの「DivX認証」 (DivX Certified) が付与されたDVDプレーヤーをはじめ各種家電製品でDivX形式での動画再生が可能となっている。

## コンテナ形式
DivXビデオのバージョン3からバージョン6までは、AVIが使用されてきた。
ASF、OGM、MOV、MP4などといったAVI以外のコンテナフォーマットに格納することもできる。しかし、各種ハードウェアでの再生互換性を維持するため、AVI形式（DivX形式を含む）での作成が推奨されている。
特に、AVI2.0（OpenDML）に非対応の機器が数多く存在しているため、その場合はAVI1.0へ変換する必要がある。
バージョン7では従来のAVIに代わり、Matroska (MKV) を標準コンテナとして採用している。
バージョン9ではMP4出力にも対応している。

## インターレース解除に対応
2007年のバージョン6.5から、インターレース動画の、リアルタイムでのインターレース解除（デインタレース）に対応した。
これにより、インターレース撮影されたビデオ（DVD映像やビデオカメラ映像など）をDivXビデオに変換する際、エンコード時にデインタレースすることなく再生できるようになり、MPEG-2などと同等にパソコンでの観覧が可能になった。（このフィルターは、サードパーティーによるデコーダ《例：CCCPなど》には搭載されておらず、公式プログラムインストール時のみ機能する。）

## DivX Media Format
バージョン6では、新たにDivX Media Format (DMF) に対応した。DivXファイル、DivXコンテナなどと呼ばれている。拡張子は.divxまたは.div。
DivX Media Format は、AVI2.0 (OpenDML) を拡張したファイルフォーマットで、従来のAVIフォーマットと互換性があるため拡張子を.aviに変えても特に問題はない。XSUB字幕、対話式ビデオメニュー、複数DivXビデオの格納、多重音声、チャプターポイント、XTAGビデオタグなどに対応する。
これら新機能を含むDivXビデオは、DivX Ultra（ディビックスウルトラ）とも呼ばれ、DivX Ultra対応機器で再生できる（パソコンではDivX Playerで対応）。
ただし、DivX Media Format は従来のAVIフォーマットを拡張したものであり、多重音声、XSUB字幕などといった情報は、AVIのRIFFヘッダに格納されている。従って、ビデオと音声の再生は、DMFに盛り込まれた新しい機能に対応していない、古いプレーヤーでも可能である。（但し、この場合は新しい機能を利用できない。）
DivX Media Format用オーサリングツールとして、DivX Authorがあったが2012年12月28日でサポートは終了した。
結果としてDivX Media Formatが普及することはなく、DivX社は以下の新たなビデオフォーマットを登場させた。

## DivX Plus HD
バージョン7では、ビデオコーデックとしてH.264、音声コーデックとしてAAC、コンテナ形式としてMatroskaを採用する、ビデオフォーマットとなった。拡張子は.mkv。この組み合わせの動画ファイルはDivX Plus HD（ディビックスプラスエイチディー）と呼ばれ、従来のDivXビデオとの互換性は無い。
パソコン以外ではDivX Plus HDのロゴが付いた機器で再生できる。
複数字幕、複数音声、チャプターポイントの自動作成、なめらかな早送りと巻き戻し、メタデータ情報の表示などの機能を持つ。
バージョン9では携帯電話やタブレット端末などで広く普及しているMP4（iPhoneとiPad向け）に変換する機能が追加された。

## DivX HEVC
現在開発中のH.265コーデック。

## プロファイル
|                                       | Handheld    | Portable              | Mobile Theater | Home Theater          | HD 720p       | HD 1080p                                                   | +HD 1080p                    |
| ------------------------------------- | ----------- | --------------------- | -------------- | --------------------- | ------------- | ---------------------------------------------------------- | ---------------------------- |
| DivXコーデック (MPEG-4 Part 2)        | 5,6         | 5,6                   | 5,6            | 3,4,5,6               | 5,6           | 3,4,5,6                                                    | n/a                          |
| DivX H.264コーデック (MPEG-4 Part 10) | n/a         | n/a                   | n/a            | n/a                   | n/a           | n/a                                                        | 1.x                          |
| ファイルの拡張子(s)                   | .avi, .divx | .avi, .divx           | .avi, .divx    | .avi, .divx           | .avi, .divx   | .avi, .divx                                                | .mkv                         |
| 最高解像度 (px×px×Hz)                 | 176×144×15  | 352×240×30 352×288×25 | 640×480×30     | 720×480×30 720×576×25 | 1280×720×30   | 3/4: 720×480×30, 720×576×25 5/6: 1920×1080×30, 1280×720×60 | 1920×1080×30, 1280×720×60    |
| 最大 VBV ビットレート (bit/s)         |             | 600000                | 4854000        | 4854000               | 9708400       | 20000000                                                   | VCL: 20000000, NAL: 24000000 |
| 最小 VBV バッファサイズ (KiB)         | 32          | 138                   | 384            | 384                   | 768           | 2097                                                       | VCL: 3200, NAL: 3840         |
| マクロブロック (per second)           | 1485        | 9900                  | 40500          | 40500                 | 108000        | 3/4: 40500 5/6: 244800                                     | 244800                       |
| 字幕                                  | オプション  | オプション            | オプション     | 8×XSUB                | 8×XSUB        | 8×XSUB,XSUB+                                               | 8×SRT,                       |
| オーディオ                            |             | 1×MP3                 | 1×MP3          | 8×MP3,MP2,AC3         | 8×MP3,MP2,AC3 | 8×MP3,MP2,AC3                                              | 8×MP3,AC3,AAC                |

## FOURCC
| コーデック | FourCC        |
| ---------- | ------------- |
| DivX3.11   | DIV3 (= MP43) |
| OpenDivX   | DIV4          |
| DivX5      | DX50/DIV5     |
| DivX6      | DX50          |
| DivX7      | 無し          |

## 略歴
バージョン3.11がリリースされ、2時間前後の動画データをCD1枚分である約700MB程度にまで圧縮できることで、人気を集めた。しかし、このバージョンはビデオコーデック・オーディオコーデック (DivX Audio) 共にマイクロソフトが提供していたMS-MPEG4・WMAの海賊版であり、バイナリエディタなどでFourCCをDIV3からMP43に書き換えるだけでMS-MPEG4として再生できていた。
その後、MS-MPEG4のバイナリを使用せず、独自に開発したビデオコーデックがバージョン4としてリリースされた。MPEG LAからのライセンスも取得し、法的な問題は完全に解決された。

## DivX, Inc.
当初のDivXコーデックは、フランス人エンジニアのジェローム・ロタによって、MS-MPEG4のバイナリを改造して公開されたものであった(詳細は、略歴を参照)。人気の高まりに伴い、元MP3.com社のジョーダン・グリーンホールらと共に、2000年にDivX, Inc.が設立され、法的な問題を解決したDivXコーデックが、主力商品となっていた。再生に必要となるデコード機能及び一部のエンコード機能は無償で提供されており、これをインストールした時点から一定期間は、DivX Proと呼ばれる拡張機能が試用版として動作する。2005年9月29日（日本時間）には、このDivX, Inc.創立5周年を記念して、通常は同社サイト上で販売されているDivX Proのライセンスキーが無償配布された。それ以降も無償配布は何度か行われている→ウィキニュース。
また、DivX, Inc.はOpenDivXとして、DivXの開発をオープンソースプロジェクト化する動きを見せた事があるが、その後方針を転向している。この際、プロジェクトに参加していた一部の者はDivX開発チームを去り、オープンソースプロジェクトとして活動を継続した。同プロジェクトの成果として、フリーの独自ビデオコーデックであるXvidが完成した。
2007年秋には、H.264技術を有する独メインコンセプト社を買収しており、バージョン7ではH.264技術が採用された。
DivXソフトウェアにはYahoo!ツールバーなどが含まれ、DivX, Inc.は広告収入を得ていた。
しかし、米Yahoo!側から一方的に契約を打ち切られたため、DivX, Inc.は契約不履行でYahoo!を提訴している。
2010年6月、ソニック・ソルーションズに買収されることが決定し、2010年10月8日に買収が完了した。またDivX, Inc.が買収したとされるメインコンセプト社は2010年10月19日にソニック・ソルーションズの一部門であるプロフェッショナル技術部門に統合された。
2014年にはブラックストーン・グループとパララックス・キャピタルがDivXをロヴィから7500万米ドルで買収した。2015年1月5日にはIP放送企業のニューライオンがDivXを6250万米ドルで買収することを発表した。

## DivX エコシステム
DivXをビデオ再生における共通メディア言語とする事で、DVDプレーヤをはじめとする、ビデオ再生機能を持つ様々なデジタル機器で、より簡単に便利にビデオを楽しむ環境のこと。DivXが搭載されたデジタル機器が増えることで、ユーザーがファイル形式などに悩まされることなく、ビデオの撮影・編集・再生・鑑賞をスムーズに楽しめるとされる。DivXが搭載されているデジタル家電には、DVDプレーヤー、ポータブルメディアプレーヤー、デジタルカメラ、ホームシアター、カーナビ、携帯電話、ゲーム機、テレビ等がある。

## ゲーム機への対応
2007年11月13日、ソニーのゲーム機・プレイステーション3 (PS3)に、DivXビデオテクノロジーが搭載される事が発表された。
同年12月18日、PS3のエンドユーザー向けのシステムソフトウェアアップデート(Version 2.10) により、PS3がDivXビデオ再生を公式にサポートする、最初のゲームシステムになると発表された。

## Stage6
Stage6（ステージシックス）とはDivX, Inc.社が運営していた無料の動画共有サービス、ソーシャル・ネットワーキング・サービス。

## 沿革
1999年
- 1月1日
  - ジェローム・ロタがDivXバージョン3.11を開発（MS-MPEG4 V3の海賊版）。
  - Project Mayoを設立。

2000年
- 5月 - DivX Networksを設立。

2004年
- 7月15日 - DivXバージョン5.2を公開。アドウェア付きDivX Proの廃止。

2005年
- 6月15日 - DivXバージョン6を公開。DivX Media Formatに対応。
- 9月29日 - 会社設立5周年を記念して、DivXソフトウェアのライセンスキーを無償配布。

2006年
- 8月 - Stage6を開設。

2007年
- 6月8日 - DivXソフトウェアのライセンスキーを無償配布。
- 9月21日 - DivXバージョン6.7を公開。SSE4に対し試験的に対応。
- 11月13日 - 「プレイステーション3」のDivX対応を発表。
- 11月14日 - 独MainConceptを買収。
- 12月13日 - 「DivX Connected」を発表。

2008年
- 1月7日 - 松下電器産業製のシステムLSI「UniPhier」をDivX認証。
- 2月28日 - Stage6を閉鎖。

2009年
- 1月6日 - DivXバージョン7を公開。
- 3月31日 - DivXバージョン6.xのサポートを終了。
- 9月11日 - パナソニックと「DivX Plus HD」のライセンス契約を締結。

2010年
- 1月21日 - 東芝と「DivX Plus HD」のライセンス契約を締結。
- 3月16日 - DivX Plusを公開。
- 4月30日 - DivXバージョン7.xのサポートを終了。
- 6月3日 - 米ソニックソルーションズに買収されることが決定。
- 10月8日 - ソニックソルーションズによるDivX, Inc.の買収を完了。

2014年
- 2月 - ブラックストーン・グループとパララックス・キャピタルにより買収。

2015年
- 1月5日 - ニューライオンによる買収が決定。